# Ivö
Ivö (dansk: Ivø) er en ø i Ivösjön i Kristianstads kommun i det nordøstlige Skåne med cirka 200 indbyggere. Øen er cirka 7 km lang og 3,5 km bred. Øen har et areal på cirka 1100 hektar. Øens højeste punkt måler 134 moh. Der er forbindelse til Ivø fra Barum med en kabelfærge, der sejler tre gange i timen.
Blandt øens seværdigheder er Biskopskælderen, der er en ruin efter Ivøhus, hvor Lunds ærkebiskop Anders Sunesen tilbragte sine sidste år i 1200-tallet næsten som eneboer.
En del danske folkesagn er knyttet til øen og Sunesen.